# Eureko, ja to wiem!
Eureko, ja to wiem! – polski teleturniej edukacyjny dla uczniów gimnazjum prowadzony przez Ewę Gawryluk (pierwsza edycja), a następnie przez Agatę Młynarską (edycje 2–4) i emitowany w latach 2005–2009 na antenie Polsatu, a potem TV4, oparty na niderlandzkim formacie „Achmea Kennisquiz”.
Na casting do programu mogły zgłaszać się jedynie szóste klasy. Główną nagrodą dla zwycięzców edycji było stypendium w wysokości 500 000 zł (uczestnikom czek wręczał Krzysztof Ibisz).
Nazwę Eureko wzięto od europejskiej firmy ubezpieczeniowej o takiej nazwie (z gr. eureka – znalazłem) – głównego sponsora programu.

## Zasady gry

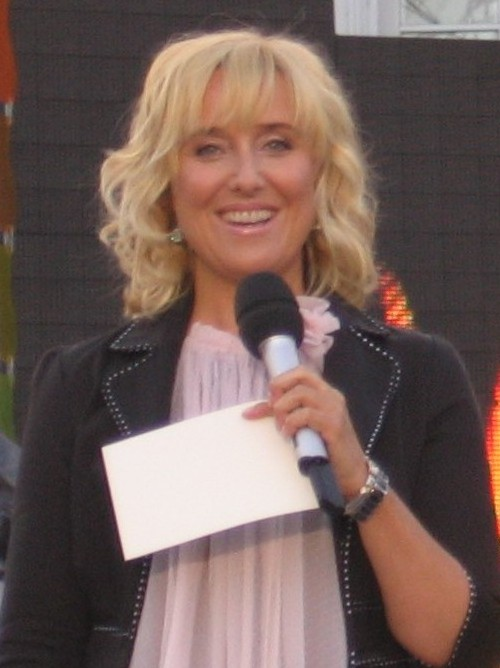
Gospodynią kolejnych trzech edycji była Agata Młynarska.

W każdym odcinku brało udział siedmioro uczestników z tego samego województwa, którzy odpowiadali na pytania z wiedzy ogólnej, a także z wybranej przez siebie dziedziny.
W rundzie pierwszej zadawano sześć pytań z trzema możliwymi odpowiedziami, które kierowane były do wszystkich graczy, którzy odpowiadali za pomocą przycisków na pulpitach. Za poprawną odpowiedź przyznano po jednym punkcie. Dwoje uczniów, którzy zdobyli najmniej punktów odpadali z gry, a w przypadku remisu decydowała szybkość udzielania odpowiedzi.
W drugiej rundzie każdy zawodnik otrzymywał dwie 40-sekundowe serie pytań bez wariantów odpowiedzi. Za każdą poprawną odpowiedź mógł zyskać 2 punkty lub 4 punkty (w przypadku pytania „z sową”, o którym informował specjalny dźwięk i ikona złotej sowy na ekranie). Dwie osoby z najmniejszą liczbą uzyskanych punktów odpadali z dalszej gry.
W trzeciej rundzie pytania dla poszczególnych graczy zadawane były z jednej kategorii – najprzystępniejszej dla każdego z nich. Wyłaniany był jeden uczeń, który przechodził do wielkiego finału.

Po 16 rozgrywkach (po jednym dla każdego województwa) szesnaścioro zwycięzców przystępuje do finałowej gry o stypendium w wysokości 500 000 zł.

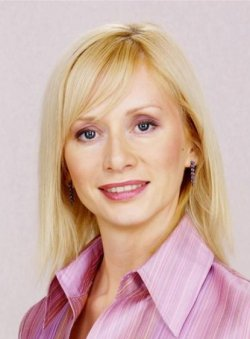
Ewa Gawryluk prowadziła pierwszą edycję teleturnieju.

## Spis edycji
| Edycja | Edycja | Sezon       | Odcinki    | Premiera             | Finał            | Prowadzący      | Pora emisji                         | Stacja telewizyjna |
| ------ | ------ | ----------- | ---------- | -------------------- | ---------------- | --------------- | ----------------------------------- | ------------------ |
|        | 1.     | 2005/2006   | 1–17 (17)  | 23 października 2005 | 26 lutego 2006   | Ewa Gawryluk    | niedziela 17.15                     | Polsat             |
|        | 2.     | 2006/2007   | 18–34 (17) | 18 listopada 2006    | 17 marca 2007    | Agata Młynarska | sobota 17.00, później 16.00 i 15.45 | Polsat             |
|        | 3.     | 2007/2008   | 35–51 (17) | 15 grudnia 2007      | 19 kwietnia 2008 | Agata Młynarska | sobota 9.45                         | Polsat             |
|        | 4.     | wiosna 2009 | 52–68 (17) | 26 lutego 2009       | 21 czerwca 2009  | Agata Młynarska | czwartek 19.00                      | TV4                |

## Oglądalność
Odcinek z 6 listopada 2005 został obejrzany przez 2,3 mln widzów.
Pierwsze premierowe odcinki czwartej serii (po raz pierwszy na antenie TV4) oglądało średnio ponad 260 tys. widzów, natomiast powtórki w soboty ok. 17.00 – ok. 230 tys. osób.